# قرارداد اجتماعی (کتاب)
قرارداد اجتماعی نام یکی از کتاب‌های ژان ژاک روسو است.

## خلاصه کتاب
روسو در کتاب «قرارداد اجتماعی» از منافع ویژه‌ای که تضاد با آنها تشکیل جامعه را واجب کرده انتقاد می‌کند. او در این کتاب، مسئله اخلاق را براساس ساختارهای اجتماعی شرح می‌دهد. استدلال روسو جهت برقراری قراردادی بنیادین با جایگزین کردن اخلاق برابری و قانونی به قرارداد و حقوقی‌ست که طبیعت با نابرابری جسمی بین انسان‌ها موجب شده است. در این مقاله، نگاه انتقادی در وهله نخست متوجه موقعیت کنونی جهان و در مرحله بعد یادآوری اهمیت واحد اخلاقی است که جامعه را به عنوان مجموعه‌ای واحد تشکیل می‌دهد و در آن قانون افراد را به یکدیگر مرتبط می‌کند.

### استدلال‌های روسو در کتاب
روسو برای دفاع از این نظر از استدلالهای مختلفی بهره می‌گیرد. استدلال‌های روسو که در چند زمینه از جمله طبیعت انسانی، مذهب، اخلاق و قانون است پیرامون یک ایده اصلی ست بین منافع مختلفی که ارتباط اجتماعی را شکل می‌دهند وجه مشترک وجود دارد و اگر موردی نبود که همه منافع به آن مربوط شوند، هیچ جامعه‌ای وجود نداشت. بر همین نفع مشترک است که جامعه باید اداره شود و قرارداد اجتماعی اثراتی دارد که بدون آنها غیرممکن است که جامعه به حیاتش ادامه دهد.
استدلال روسو با شروع از قدیمی‌ترین جوامع و تنها شکل طبیعی آن یعنی خانواده مسیری منطقی می‌پیماید. روسو سعی در نشان دادن این دارد که با اتمام نیاز بچه‌ها به پدرشان ارتباط طبیعی تغییر می‌کند و اعضای خانواده همگی به طور یکسان مستقل می‌شوند. برای رسیدن به این حد، روسو نتیجه می‌گیرد که اگر اعضای خانواده به ماندن در کنار هم ادامه دهند، به صورت طبیعی نیست بلکه اختیاری ست و خانواده فقط با قرارداد حفظ می‌شود. این آزادی مشترک نتیجه طبیعت انسانی ست. طبق نظر روسو، خانواده نخستین مدل جامعه است حاکم نقش پدر و مردم نقش بچه‌ها را دارند و همگی به طور آزاد و برابر به دنیا می‌آیند.
طبق نظر روسو، ارتباط معامله‌ای که نه تنها شهروندان ویژه را شامل می‌شود بلکه مربوط به ایجاد ارتباط بین طبقات جامعه است، به عنوان اصل اجتماعی تعریف شده که عبارت است از یک بنیان واقعی برای ارتباطات اجتماعی که از قرارداد اجتماعی روسو گسترش می‌یابد و مرجع دادن به معیار سودمندی به ویژگی اخلاقی دیگری از قرارداد اجتماعی مربوط می‌شود که از این پس برپایه تعادل منافع بین طبقات است. به جای اخلاق سودمندی مشترک برپایه قربانی کردن، توافق مادی اشتراک منافع برپایه گسترش منافع ویژه بین خودشان مد نظر است. این اخلاق اجتماعی و سیاسی بر مبنای تقدم منافع ویژه می‌باشد.

### اتحاد اعضای اجتماع
موضوع دیگری که اهمیت دارد اتحاد اعضای اجتماع است. طبق نظر روسو، اگر دولت مثل شخصی ست که زندگی اش به اتحاد بین اعضای اجتماع وابسته است و اگر مهم‌ترین آنها بقای خود اوست، برایش نیرویی عمومی لازم است تا بتواند هر گروه را متناسب با دیگران به حرکت درآورد. چون طبیعت به هر انسان، قدرت مطلق بر همه اعضایش را می‌دهد، قرارداد اجتماعی به پیکره سیاسی قدرتی مطلق بر همه گروه‌ها را می‌دهد؛ بنابراین با پذیرفتن جامعه به عنوان ساختاری طبیعی، جامعه توانمند خواهد بود. روسو مفهوم حقوق را در نظر می‌گیرد. او سه نوع حقوق قایل است: حقوق شهروندان، حقوق حاکم و نیز حقوق طبیعی که باید برمبنای ویژگیهای انسانی باشد.
روسو استدلال می‌کند که همه مجرمینی که به حقوق اجتماعی حمله می‌کنند به عنوان آشوبگر و خائن هستند، با تجاوز به قوانین از عضو اجتماع بودن در می‌آیند و حتی با آن مقابله می‌کنند. روسو نتیجه می‌گیرد که چنین دشمن نمی‌تواند فردی اخلاقی باشد. برای روسو مجازات کردن یک مجرم قراداد ویژه‌ای ست. روسو این مجازات را قانونی طبیعی می‌داند که بدون آن جامعه نمی‌تواند ادامه حیات یابد؛ بنابراین اخلاق برای داشتن جامعه‌ای که در آن افراد به حقوق یکدیگر احترام می‌گذارند لازم است. بعد از این‌ استدلال، روسو این نظر را مطرح می‌کند که برقراری یک جامعه نیازمند تغییر اعضای آن است؛ بنابراین باید موجودیت جزئی هر انسان را به موجودیتی که هر کدام از ما از طبیعت دریافت کرده‌ایم تغییر داد. این تغییر توضیحی برای تشکیل جامعه است.